# Marcelino Rodríguez
Marcelino Rodríguez är en ort i Mexiko.   Den ligger i kommunen Axochiapan och delstaten Morelos, i den sydöstra delen av landet, 100 km söder om huvudstaden Mexico City. Marcelino Rodríguez ligger 1 115 meter över havet och antalet invånare är 1 868.
Terrängen runt Marcelino Rodríguez är platt åt sydväst, men åt nordost är den kuperad. Terrängen runt Marcelino Rodríguez sluttar söderut. Runt Marcelino Rodríguez är det ganska tätbefolkat, med 179 invånare per kvadratkilometer. Närmaste större samhälle är Axochiapan, 8,5 km söder om Marcelino Rodríguez. I omgivningarna runt Marcelino Rodríguez växer huvudsakligen savannskog.